# 普隆比耶尔莱第戎
普隆比耶尔莱第戎（法語：Plombières-lès-Dijon，法語發音：[plɔ̃bjɛʁ lɛ diʒɔ̃]），法国东部城市，勃艮第-弗朗什-孔泰大区科多尔省的一个市镇，隶属于第戎区，其市镇面积为16.21平方公里，2022年1月1日时人口数量为2,508人，在法国城市中排名第4,329位。
普隆比耶尔莱第戎位于科多尔省东部，省会第戎市区西侧，是第戎的一个近郊卫星城，其所在的乌什河谷历史上为第戎前往巴黎地区的陆上必经之路，现代A38高速公路的东侧起点亦位于此地，另有巴黎—马赛铁路及勃艮第运河经过其境内。

## 地名来源
根据当地官方网站的论述，“Plombières”一名最初以拉丁语“Plumberiae”的形式被记载，该名称的来源尚存在争议，可能出自凯尔特语单词“pumblus”，意为“苹果园”，亦可能与当地历史上的铅矿有关。“-lès-Dijon”这一后缀自1801年起成为当地官方名称的一部分，“lès”和“Dijon”分别意为“在……附近”和“第戎”。

## 历史

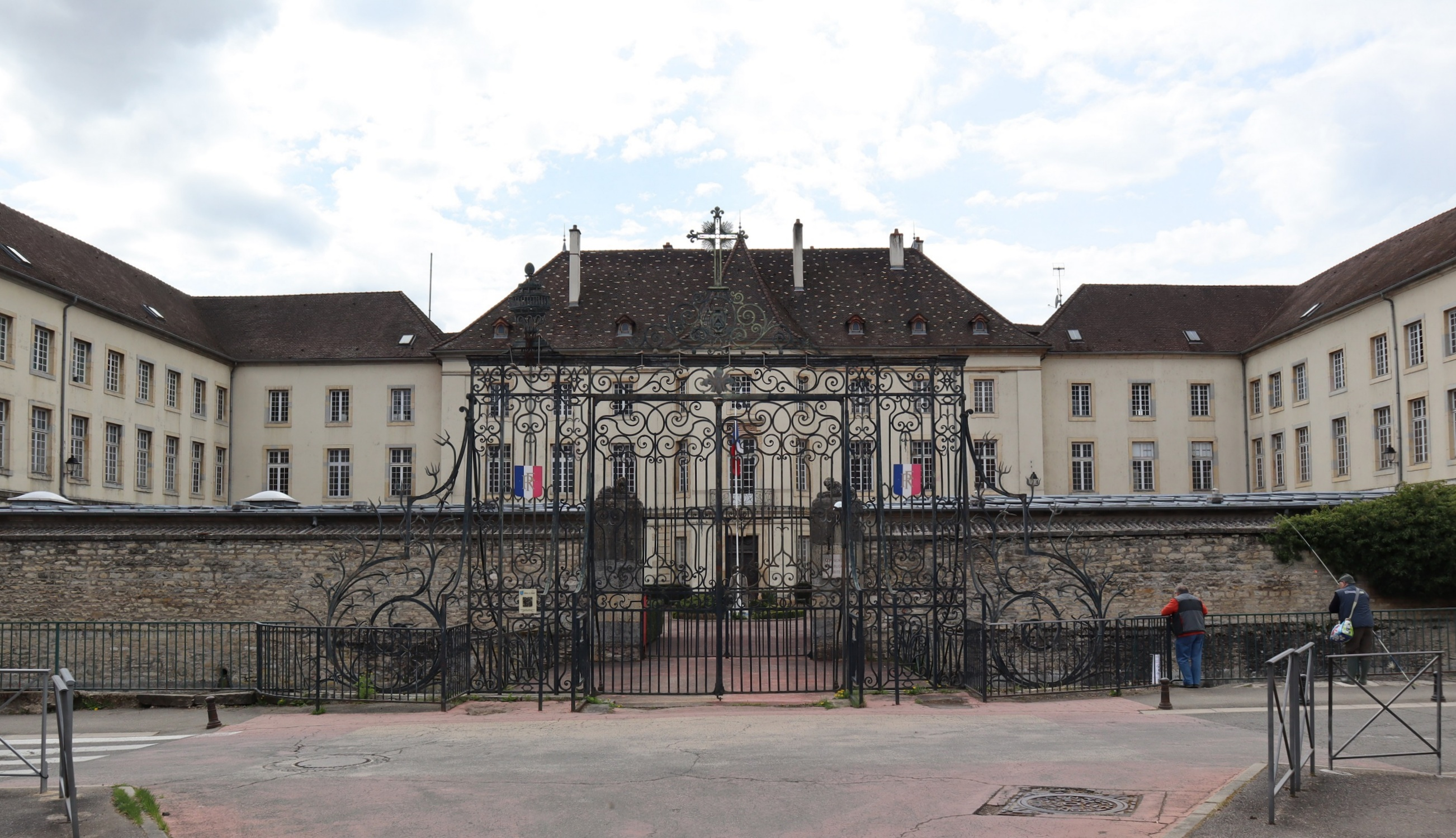
普隆比耶尔主教城堡

普隆比耶尔的早期历史尚不清楚，当地曾发掘出一处古典时期的建筑遗址。普隆比耶尔最初于公元584年在一份文件中被提及。中世纪时，位于山谷中的普隆比耶尔因扼守第戎而成为一处战略要地。位于普隆比耶尔镇中心的圣博代勒教堂于1530年左右建成，其附近的山坡被开辟为葡萄酒种植园。18世纪时，普隆比耶尔境内兴建了主教城堡、水力磨坊及多处民用建筑，当地一度被称为“小凡尔赛”（Petit Versailles）。法国大革命后，普隆比耶尔成为科多尔省的一个市镇。1808年，沿乌什河平行而建的勃艮第运河建成，其在普隆比耶尔莱第戎境内有一处船闸。工业革命期间，途径普隆比耶尔莱第戎的巴黎—马赛铁路建成通车。普法战争期间，普隆比耶尔莱第戎的主教城堡一度被改建为军事医院。二战后，得益于第戎的城市扩张，普隆比耶尔莱第戎的人口数量逐年增加。1970年，以普隆比耶尔莱第戎为东端终点的H2快速公路（1982年更名为A38高速公路）建成通车，该公路自2014年2月起与第戎环城公路对接。

## 地理

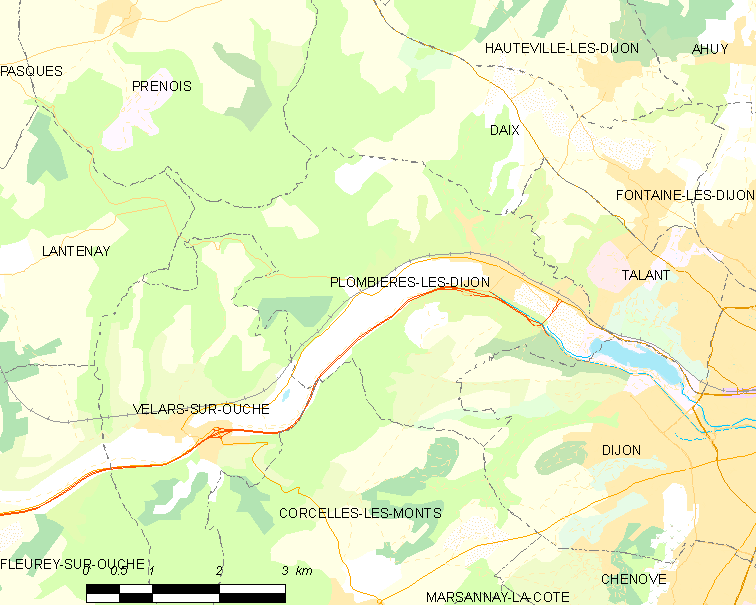
普隆比耶尔莱第戎市镇范围地图

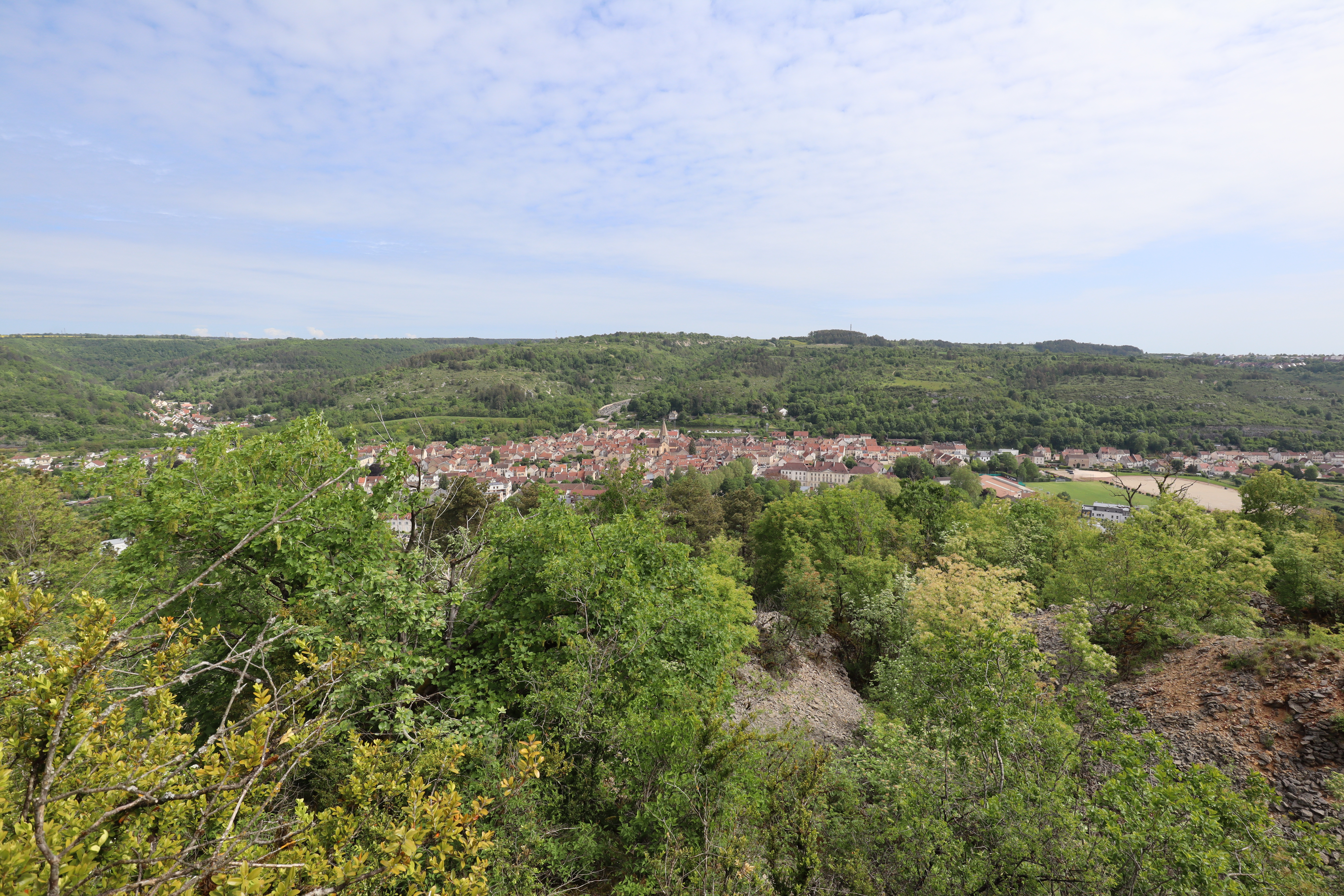
远眺普隆比耶尔莱第戎

普隆比耶尔莱第戎位于法国东部，勃艮第-弗朗什-孔泰大区中部和科多尔省东部，距离省会第戎大约7公里。与普隆比耶尔莱第戎接壤的市镇包括：第戎、普勒努瓦、代镇、朗特奈、乌什河畔沃拉尔、塔朗和科尔塞勒莱蒙。

### 地形
普隆比耶尔莱第戎位于科多尔山东侧的一处山谷地带，境内以丘陵和河谷平原为主，市镇中心地势较为平坦，南北两侧为丘陵地貌，全境海拔在241到450米之间。

### 水文
普隆比耶尔莱第戎位于索恩河流域范围内，乌什河自西向东流经境内，该河在普隆比耶尔莱第戎有一条左岸辫状分支，被称为“磨坊渠”（Bief du Moulin）；此外人工开凿的勃艮第运河与之平行。

### 植被
普隆比耶尔莱第戎属于温带阔叶混交林区，林地广泛分布于河流附近及山坡地带。
在鲜花城市的评比中，普隆比耶尔莱第戎暂未被评级。

### 气候
普隆比耶尔莱第戎在柯本气候分类法中属于带有大陆性特征的温带海洋性气候（Cfb）。
距离普隆比耶尔莱第戎最近的常年气象站为第戎气象站，以下为该气象站的数据：
| 第戎 1981年－2023年 | 第戎 1981年－2023年 | 第戎 1981年－2023年 | 第戎 1981年－2023年 | 第戎 1981年－2023年 | 第戎 1981年－2023年 | 第戎 1981年－2023年 | 第戎 1981年－2023年 | 第戎 1981年－2023年 | 第戎 1981年－2023年 | 第戎 1981年－2023年 | 第戎 1981年－2023年 | 第戎 1981年－2023年 | 第戎 1981年－2023年 |
| 月份                | 1月                 | 2月                 | 3月                 | 4月                 | 5月                 | 6月                 | 7月                 | 8月                 | 9月                 | 10月                | 11月                | 12月                | 全年                |
| ------------------- | ------------------- | ------------------- | ------------------- | ------------------- | ------------------- | ------------------- | ------------------- | ------------------- | ------------------- | ------------------- | ------------------- | ------------------- | ------------------- |
| 历史最高温 °C（°F） | 16.8 (62.2)         | 21.1 (70.0)         | 23.5 (74.3)         | 29 (84)             | 34.4 (93.9)         | 37.3 (99.1)         | 39.5 (103.1)        | 39.3 (102.7)        | 34.2 (93.6)         | 28.3 (82.9)         | 21.6 (70.9)         | 17.5 (63.5)         | 39.5 (103.1)        |
| 平均高温 °C（°F）   | 4.8 (40.6)          | 7 (45)              | 11.8 (53.2)         | 15.2 (59.4)         | 19.5 (67.1)         | 23.2 (73.8)         | 26.1 (79.0)         | 25.6 (78.1)         | 21.1 (70.0)         | 15.7 (60.3)         | 9.2 (48.6)          | 5.6 (42.1)          | 15.4 (59.7)         |
| 日均气温 °C（°F）   | 2 (36)              | 3.3 (37.9)          | 7.1 (44.8)          | 10.1 (50.2)         | 14.3 (57.7)         | 17.7 (63.9)         | 20.3 (68.5)         | 19.9 (67.8)         | 16 (61)             | 11.6 (52.9)         | 6 (43)              | 2.9 (37.2)          | 10.9 (51.6)         |
| 平均低温 °C（°F）   | −0.8 (30.6)         | −0.4 (31.3)         | 2.4 (36.3)          | 4.9 (40.8)          | 9.1 (48.4)          | 12.3 (54.1)         | 14.5 (58.1)         | 14.3 (57.7)         | 10.9 (51.6)         | 7.4 (45.3)          | 2.8 (37.0)          | 0.3 (32.5)          | 6.5 (43.7)          |
| 历史最低温 °C（°F） | −21.3 (−6.3)        | −22 (−8)            | −15.3 (4.5)         | −5.3 (22.5)         | −3.3 (26.1)         | 0.8 (33.4)          | 2.8 (37.0)          | 4.3 (39.7)          | −1.6 (29.1)         | −4.9 (23.2)         | −10.6 (12.9)        | −20.8 (−5.4)        | −22 (−8)            |
| 平均降水量 mm（）   | 57.4 (2.26)         | 43.8 (1.72)         | 48.3 (1.90)         | 58.2 (2.29)         | 86.6 (3.41)         | 68.1 (2.68)         | 66 (2.6)            | 60.1 (2.37)         | 64.5 (2.54)         | 70.9 (2.79)         | 73.2 (2.88)         | 63.4 (2.50)         | 760.5 (29.94)       |
| 月均日照時數        | 63.9                | 94.4                | 151.3               | 185.4               | 212.3               | 239.1               | 248.3               | 233.6               | 181.3               | 117.2               | 67.8                | 54.2                | 1,848.8             |
| 来源：infoclimat.fr |                     |                     |                     |                     |                     |                     |                     |                     |                     |                     |                     |                     |                     |

## 行政区划
普隆比耶尔莱第戎的市镇编号为21485，邮政编号为21370。
在行政管理方面，普隆比耶尔莱第戎隶属于法国勃艮第-弗朗什-孔泰大区科多尔省第戎区；在地方选举方面，普隆比耶尔莱第戎隶属于塔朗县，其市镇范围全境被划入科多尔省第一选区；在社会管理方面，普隆比耶尔莱第戎是第戎都会区的组成部分。
截至2023年8月，普隆比耶尔莱第戎市镇范围内暂无任何城市敏感街区及城市政策优先街区。
法国国家统计与经济研究所（简称）在进行数据统计时，将普隆比耶尔莱第戎及相邻的另外14个市镇设为第戎城市核心区，并将包括核心区在内的周边共214个市镇划为第戎城市区。自2020年起，第戎城市区被包含333个市镇的第戎城市辐射区代替。此外，还将普隆比耶尔莱第戎市镇整体看作一个“块区”（IRIS），以便于统计人口分布情况。

## 交通

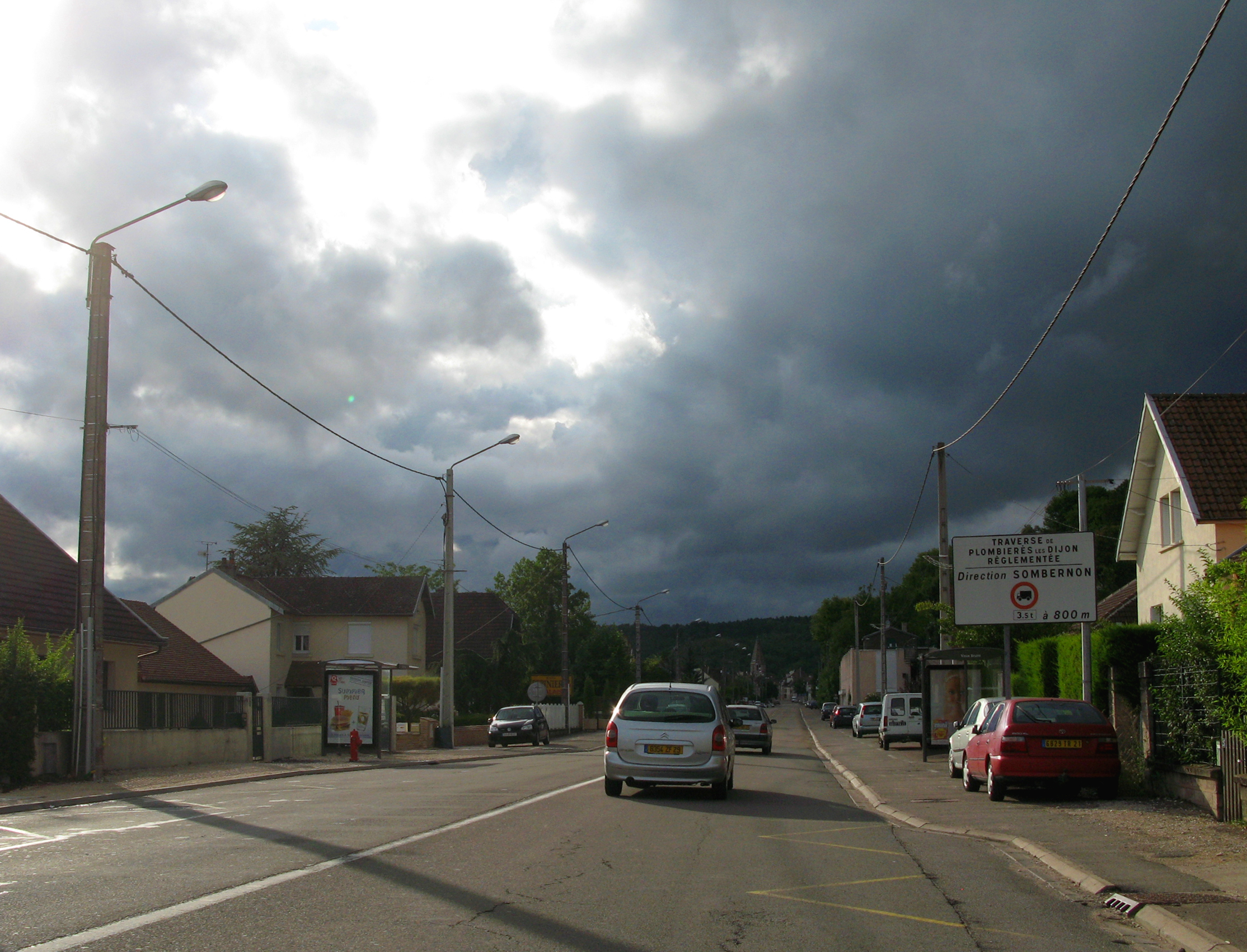
横穿普隆比耶尔莱第戎的省道D10线

### 公路
A36高速公路和第戎环城公路在普隆比耶尔莱第戎东部对接，另有科多尔省省道D10线横穿普隆比耶尔莱第戎镇中心。勃艮第-弗朗什-孔泰大区城际客运下属的117线经过普隆比耶尔莱第戎。
| 33 | 0.6 |

| 第戎 | 7 |

| 塔朗 | 4 |

| 欧苏瓦地区普伊 | 36 |

2019年，74.9%的普隆比耶尔莱第戎家庭拥有至少一辆私人汽车。2021年，普隆比耶尔莱第戎境内共发生各类交通事故1起，造成1人遇难。

### 铁路
普隆比耶尔莱第戎位于巴黎－马赛铁路上。距离普隆比耶尔莱第戎最近的运营中的客运铁路车站为6公里外的第戎城站，该站停靠前往法国多个城市的高速列车及区域列车。

### 航空
距离普隆比耶尔莱第戎最近的民用航空站为60公里外的多勒机场。

### 城市公共交通
普隆比耶尔莱第戎是第戎城市公共交通（商业名称为）的服务覆盖范围，后者是第戎都会区的城市公共交通系统。截至2023年8月，该系统共包括两条有轨电车线路和数十条公交线路，其中公交12路经过普隆比耶尔莱第戎市区。

## 政治

### 市政内阁

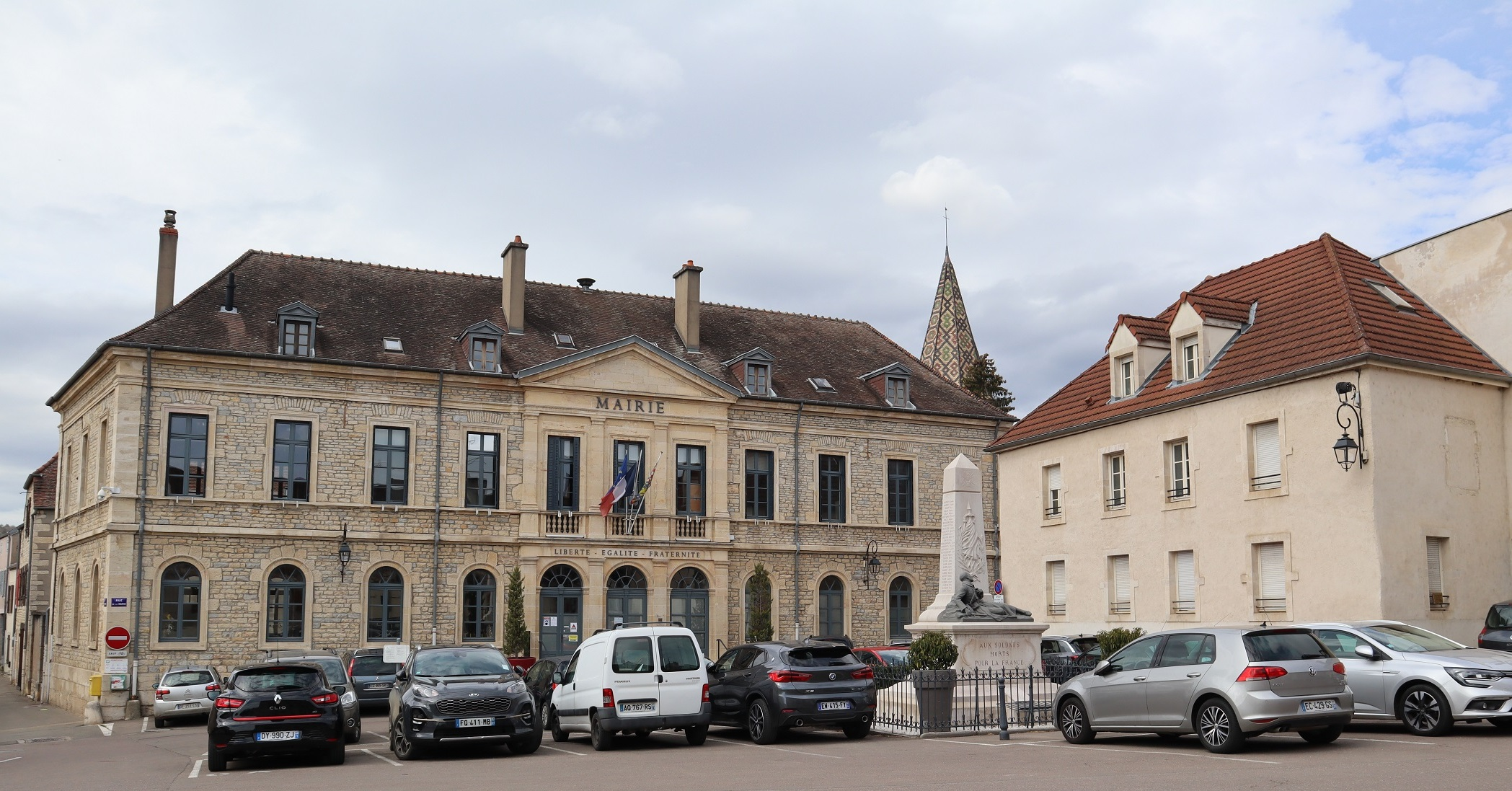
普隆比耶尔莱第戎市政厅

普隆比耶尔莱第戎的现任市长为莫妮克·巴亚尔女士（Monique BAYARD），她是一名右翼无党派人士，在2020年的市政选举中获得了56.40%的支持率。
| 普隆比耶尔莱第戎历届市长 | 普隆比耶尔莱第戎历届市长     | 普隆比耶尔莱第戎历届市长 |
| 任期                     | 市长                         | 党派                     |
| ------------------------ | ---------------------------- | ------------------------ |
| （1989年以前资料暂缺）   |                              |                          |
| 1989年－2008年           | Jacques FOUILLOT 雅克·富约   | PS社会党                 |
| 2008年－2014年           | Jean-Paul HESSE 让-保罗·埃斯 | PS社会党                 |
| 2014年－                 | Monique BAYARD 莫妮克·巴亚尔 | DVD右翼无党派人士        |

### 各级选举
| 普隆比耶尔莱第戎历届投票选举结果 | 普隆比耶尔莱第戎历届投票选举结果 | 普隆比耶尔莱第戎历届投票选举结果 | 普隆比耶尔莱第戎历届投票选举结果 | 普隆比耶尔莱第戎历届投票选举结果       | 普隆比耶尔莱第戎历届投票选举结果 | 普隆比耶尔莱第戎历届投票选举结果 | 普隆比耶尔莱第戎历届投票选举结果       | 普隆比耶尔莱第戎历届投票选举结果 | 普隆比耶尔莱第戎历届投票选举结果 |
| 选举项目                         | 选举范围                         | 选区单位                         | 选区单位内的选举结果             | 选区单位内的选举结果                   | 选区单位内的选举结果             | 选区单位内的选举结果             | 选区单位内的选举结果                   | 选区单位内的选举结果             | 参考资料                         |
| 选举项目                         | 选举范围                         | 选区单位                         | 第一轮胜出者                     | 第一轮胜出者                           | 支持率                           | 第二轮胜出者                     | 第二轮胜出者                           | 支持率                           | 参考资料                         |
| -------------------------------- | -------------------------------- | -------------------------------- | -------------------------------- | -------------------------------------- | -------------------------------- | -------------------------------- | -------------------------------------- | -------------------------------- | -------------------------------- |
| 2017年法國總統選舉               | 法國                             | 市镇                             |                                  | 玛丽娜·勒庞                            | 24.58%                           |                                  | 埃马纽埃尔·马克龙                      | 62.34%                           | [ 23 ]                           |
| 2017年法国立法选举               | 科多尔省第一选区                 | 市镇                             |                                  | 迪迪埃·马丁                            | 29.99%                           |                                  | 迪迪埃·马丁                            | 52.89%                           | [ 23 ]                           |
| 2019年欧洲议会选举               | 法國                             | 市镇                             |                                  | 若尔丹·巴尔代拉                        | 26.51%                           | （不适用）                       | （不适用）                             | （不适用）                       | [ 25 ]                           |
| 2021年法国省级选举               | 科多尔省                         | 县                               |                                  | 克里斯蒂娜·雷诺丹-雅克 米歇尔·鲁瓦尼奥 | 38.06%                           |                                  | 阿兰·拉米 塞丽娜·维亚莱                | 50.6%                            | [ 26 ]                           |
| 2021年法国省级选举               | 科多尔省                         | 市镇                             |                                  | 克里斯蒂娜·雷诺丹-雅克 米歇尔·鲁瓦尼奥 | 36.77%                           |                                  | 克里斯蒂娜·雷诺丹-雅克 米歇尔·鲁瓦尼奥 | 55.95%                           | [ 26 ]                           |
| 2021年法国大区选举               |                                  | 市镇                             |                                  | 玛丽-吉特·迪费                         | 25.29%                           |                                  | 玛丽-吉特·迪费                         | 49.82%                           | [ 27 ]                           |
| 2022年法国总统选举               | 法國                             | 市镇                             |                                  | 埃马纽埃尔·马克龙                      | 27.71%                           |                                  | 埃马纽埃尔·马克龙                      | 55.8%                            | [ 23 ]                           |
| 2022年法国立法选举               | 科多尔省第一选区                 | 市镇                             |                                  | 迪迪埃·马丁                            | 29.72%                           |                                  | 迪迪埃·马丁                            | 52.08%                           | [ 23 ]                           |

## 人口
2020年，普隆比耶尔莱第戎市镇人口数量为2,535，在法国排名第4,329位。其中男性1,228人，女性1,314人，75岁及以上人口占7.7%，外籍人口数量为132人，人口密度为156人/平方公里，当地居民被称为（男性）或（女性）。2020年，普隆比耶尔莱第戎境内出生26人，死亡人口21人。
| 普隆比耶尔莱第戎1901年－2020年人口变化情况 |
|                                            |
| 数据来源：Cassini、INSEE                   |

## 经济
普隆比耶尔莱第戎是第戎的一个近郊卫星城。截至2023年8月，普隆比耶尔莱第戎市镇范围内共有各类用人单位（包含自雇）433家，平均历史为14年，其中99.47%为中小型企业（PME），2023年6月至8月间，当地的经济活力指数为0。（艺术活动）、（花卉）及（农业科技）是当地2021年营业额最高的三个企业，分别为889,877欧元、537,224欧元和408,764欧元。

## 财政与居民收入
2021年，普隆比耶尔莱第戎的财政收入总额为2,138,610欧元，财政支出总额为1,954,600欧元，当年的债务总额为997,650欧元。2021年，普隆比耶尔莱第戎市镇通过增值税获得19,490欧元的收入，此外当地还共获得了41,670欧元的国家直接财政补助。
2019年，普隆比耶尔莱第戎的人均月收入总额为2,177欧元，其中高级职员为3,431欧元，低于法国平均水平（4,230欧元）；中级职员为2,392欧元，低于法国平均水平（2,411欧元）；普通职员为1,723欧元，亦低于法国平均水平（1,740欧元）。
2019年，普隆比耶尔莱第戎境内的贫困率为12%，青壮年（15至64岁）失业率为13.0%；当地47.1%的家庭拥有纳税资格，平均纳税2,536欧元，低于法国平均水平（4,393欧元）。

## 社会事务

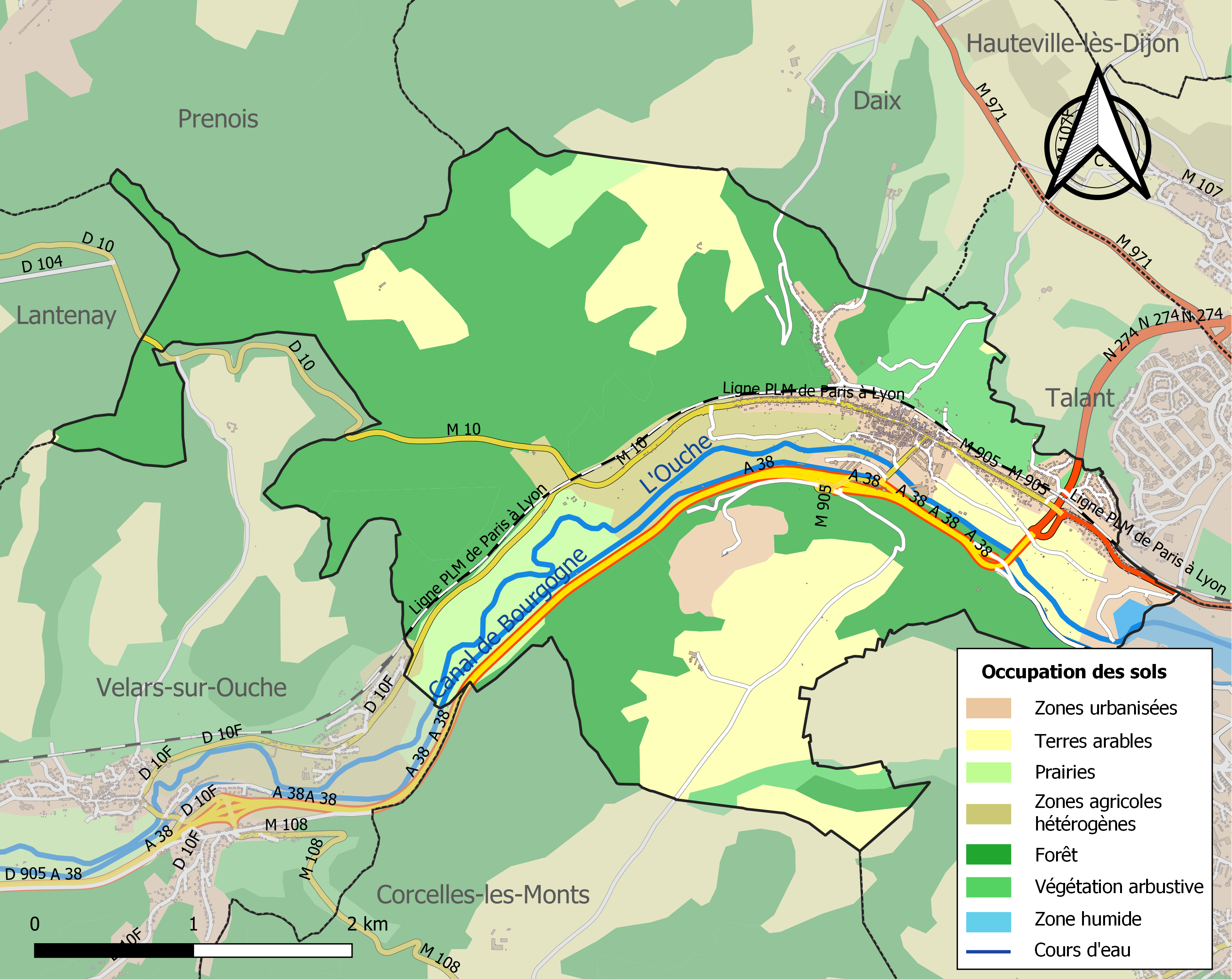
普隆比耶尔莱第戎土地利用情况地图

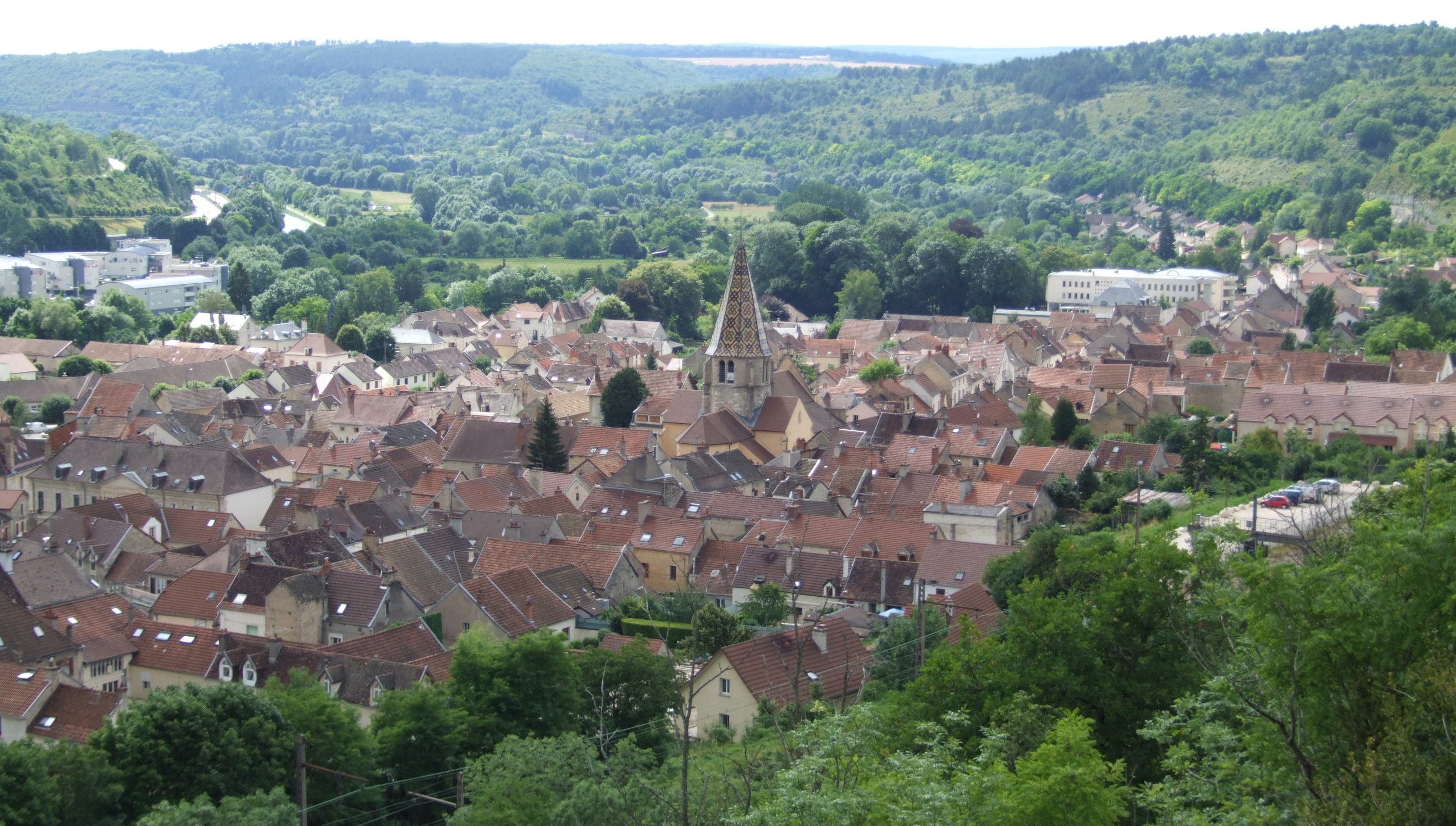
远眺普隆比耶尔莱第戎镇中心

### 教育
普隆比耶尔莱第戎属于第戎学区。截至2021年1月1日，普隆比耶尔莱第戎境内共有1所幼儿园、1所小学和1所农业高中。

### 医疗
截至2021年1月1日，普隆比耶尔莱第戎境内共有全科医生3名、保健师3名、牙医2名和护士2名。境内共有药房1家。
距离普隆比耶尔莱第戎最近的区域性医疗机构为第戎勃艮第大学中心医院，其主病区位于第戎市区东部，距离普隆比耶尔莱第戎市区的正常车程大约16分钟，该院设有床位919个，是当地规模最大的公立综合性医院。

### 住房
2019年，普隆比耶尔莱第戎境内共有各类住房1,264套，其中61.2%为独立式居民区，38.4%为集中式居民区。常住房屋占普隆比耶尔莱第戎市镇范围内居民建筑总量的89.9%。
在住房保障政策方面，2021年，普隆比耶尔莱第戎境内共有212户家庭获得了住房经济补助，受益人数占总人口数量的8.4%，其中201份为房租补助。

### 商业
2021年，普隆比耶尔莱第戎境内共有各类实体商铺39家，其中餐厅4家、大型超市1家、面包房1家、肉铺1家、书店1家、美容美发店2家、汽车维修店4家。普隆比耶尔莱第戎附近的塔朗境内建有商业街区。

### 体育
2021年，普隆比耶尔莱第戎境内共有1间体育馆、1座综合体育场、2处网球场、1处足球或橄榄球场以及1处篮球或排球场。
截至2023年8月，普隆比耶尔体育俱乐部（ASC Plombières，编号524960）是普隆比耶尔莱第戎境内唯一的一家注册足球俱乐部，该足球队成立于1971年，其主队2022至2023赛季参加科多尔省足球联赛甲组（法国第九级别），其主场为普隆比耶尔体育中心（Complexe Sportif de Plombières）。

### 环境
普隆比耶尔莱第戎的环境事务由其所属的第戎都会区联合各级政府协调负责。2021年，普隆比耶尔莱第戎境内共有1家污染企业。

### 治安
普隆比耶尔莱第戎及其附近的共108个市镇是第戎国家宪兵队（zone gendarmerie de Dijon）的管辖范围。2020年，该宪兵队累计记录各类案件3,429起，其中盗窃类案件1,864起，经济类案件511起，毒品交易类案件178起。

## 文化

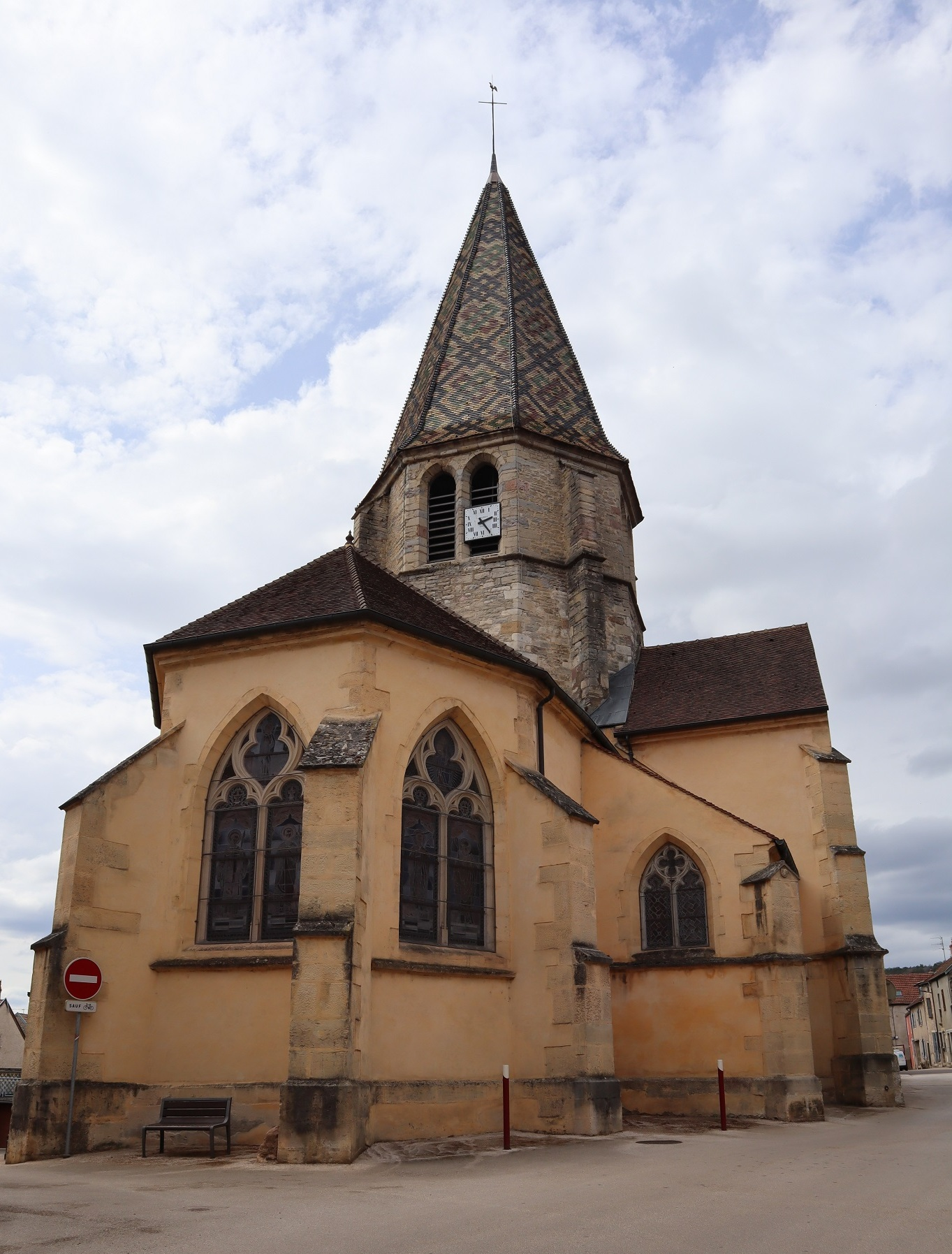
圣博代勒教堂

2021年，普隆比耶尔莱第戎境内暂无任何文化设施。普隆比耶尔莱第戎市政府提供多媒体中心，每周一、三、六向公众开放。

### 建筑
普隆比耶尔莱第戎境内有多处历史建筑，其中圣博代勒教堂、普隆比耶尔城堡（Château de Plombières-lès-Dijon）等为法国国家文物保护单位。

### 旅游
普隆比耶尔莱第戎的旅游事务由其所属的第戎都会区负责。2022年，普隆比耶尔莱第戎境内共有0家酒店共计0间房间；另有0个露营地，可容纳共0辆露营车。

### 媒体
法国主要的媒体均可在普隆比耶尔莱第戎接收，法国电视三台下属的勃艮第-弗朗什-孔泰大区频道在部分时段播出普隆比耶尔莱第戎所在科多尔省的地方新闻。《公共财产报》、蓝色法兰西勃艮第广播等是当地主要的地方性媒体。

## 相关人物
法国物理学家朱尔·利萨茹逝世于普隆比耶尔莱第戎。

## 友好城市
截至2023年8月，普隆比耶尔莱第戎共与一座城市建立了友好城市关系：
- 德国 海格